# Nix (fumettista)
Nix, pseudonimo di  Marnix Verduyn (Courtrai, 20 giugno 1969), è un fumettista belga.

## Biografia
Nix è un ingegnere civile elettrotecnico e insegnante presso lo studio comico del St. Luke Institute di Bruxelles. Pubblica, tra gli altri su Le Vif Focus, Yeti, PAN, Spirou, Le Feraille Illustré, De Standaard, De Morgen e Focus Knack.
La sua serie più famosa, Kinky & Cozy, è stata anche mostrata come serie animata nel programma televisivo Volt per diverse stagioni.
Nel 2005 collabora, insieme a Pierre Kroll, per Portraits crachés ("Ritratti sputati") del poeta belga Jean-Pierre Verheggen.
Nel 2006 ha vinto il Kinky & Cosy-album Is het nog ver? il premio per il miglior album umoristico all'Angoulême International Comic Festival. Nel 2007, il terzo album di Kinky & Cozy ha vinto il premio giovanile, Le Petit Spirou, nella quindicina dei cartoni animati di Bruxelles.
Dal 2017 disegnerà anche la serie a fumetti: Echte Verhalen: De Buurtpolitie basata sull'omonima serie televisiva fiamminga.